# Ripon (Wisconsin)
Ripon és una població dels Estats Units a l'estat de Wisconsin. Segons el cens del 2000 tenia 6.828 habitants.

## Demografia
Segons el cens del 2000, Ripon tenia 6.828 habitants, 2.922 habitatges, i 1.759 famílies. La densitat de població era de 623,2 habitants per km².
Dels 2.922 habitatges en un 28,6% hi vivien nens de menys de 18 anys, en un 48,8% hi vivien parelles casades, en un 8,7% dones solteres, i en un 39,8% no eren unitats familiars. En el 34% dels habitatges hi vivien persones soles el 17% de les quals corresponia a persones de 65 anys o més que vivien soles. El nombre mitjà de persones vivint en cada habitatge era de 2,26 i el nombre mitjà de persones que vivien en cada família era de 2,93.
Per edats la població es repartia de la següent manera: un 23,3% tenia menys de 18 anys, un 7,7% entre 18 i 24, un 27,7% entre 25 i 44, un 22,2% de 45 a 60 i un 19,1% 65 anys o més.
L'edat mediana era de 40 anys. Per cada 100 dones de 18 o més anys hi havia 84,3 homes.
La renda mediana per habitatge era de 37.399 $ i la renda mediana per família de 51.100 $. Els homes tenien una renda mediana de 35.990 $ mentre que les dones 25.053 $. La renda per capita de la població era de 20.313 $. Aproximadament el 4,4% de les famílies i el 6,4% de la població estaven per davall del llindar de pobresa.

## Poblacions properes
El següent diagrama mostra les poblacions més properes.